# 생구
생구(生口)란 “산 채로 사로잡힌 자”로서, 고대 동양에서 전쟁노예를 가리킨 말이다. 『후한서』, 『삼국지』 위지 왜인전, 광개토대왕릉비 명문 등에 그 용례가 남아 있다.
- 『후한서』: 107년(후한 영초 원년), 당시 왜노국왕 수승이 후한 안제에게 생구 160명을 바쳤다.
- 『삼국지』 위지 왜인전: 야마타이국 여왕 비미호가 239년(위 경초 2년) 위 명제에게 남생구 4명, 여생구 5명을 바쳤다. 243년(위 정시 4년) 위 소제에게 다시 생구를 바쳤고, 비미호의 후계자 도요도 248년 생구 30명을 위나라에 바쳤다.
- 광개토왕릉비: 396년, 백제가 고구려에 대패하여 생구를 고구려에 바쳤다.
- 『삼국사기』: 서기 22년(온조 4년), 온조왕이 기병 1,000기를 거느리고 말갈을 격파하고 생구를 사로잡아 장수와 군사들에게 나누어 주었다고 기록되어 있다.
- 『고려사』: 1274년(충렬왕 원년), 몽골의 일본원정에 종군했던 김방경 등이 일본인 아이 200여명을 포로로 잡아 고려왕과 왕비에게 생구로 바쳤다.